# Spinktjärnen
Spinktjärnen är en sjö i Kramfors kommun i Ångermanland och ingår i Indalsälvens huvudavrinningsområde.